# Karl Gruber
Karl Gruber, född 3 maj 1909 i Innsbruck, död där 1 februari 1995, var en österrikisk politiker.
Karl Gruber var ursprungligen ingenjör, studerade senare juridik och tog en doktorsgrad. Gruber var 1945 motståndsrörelsens ledare i Tyrolen och blev landshövding i provinsen efter nazistregimens störtande. Han var understatssekreterare för utrikes ärenden i Karl Renners provisoriska regering och blev vid valen samma år medlem av nationalrådet och utnämndes till utrikesminister.